# 宜蘭設治紀念館
24°45′19″N 121°44′59″E / 24.755377°N 121.749598°E
宜蘭設治紀念館，又稱舊宜蘭廳長官舍，位於臺灣宜蘭縣宜蘭市南門里，為和洋折衷建築，自1906年到1997年作為宜蘭首長的官邸，今列歷史建築展示宜蘭統治歷史。

## 庭院

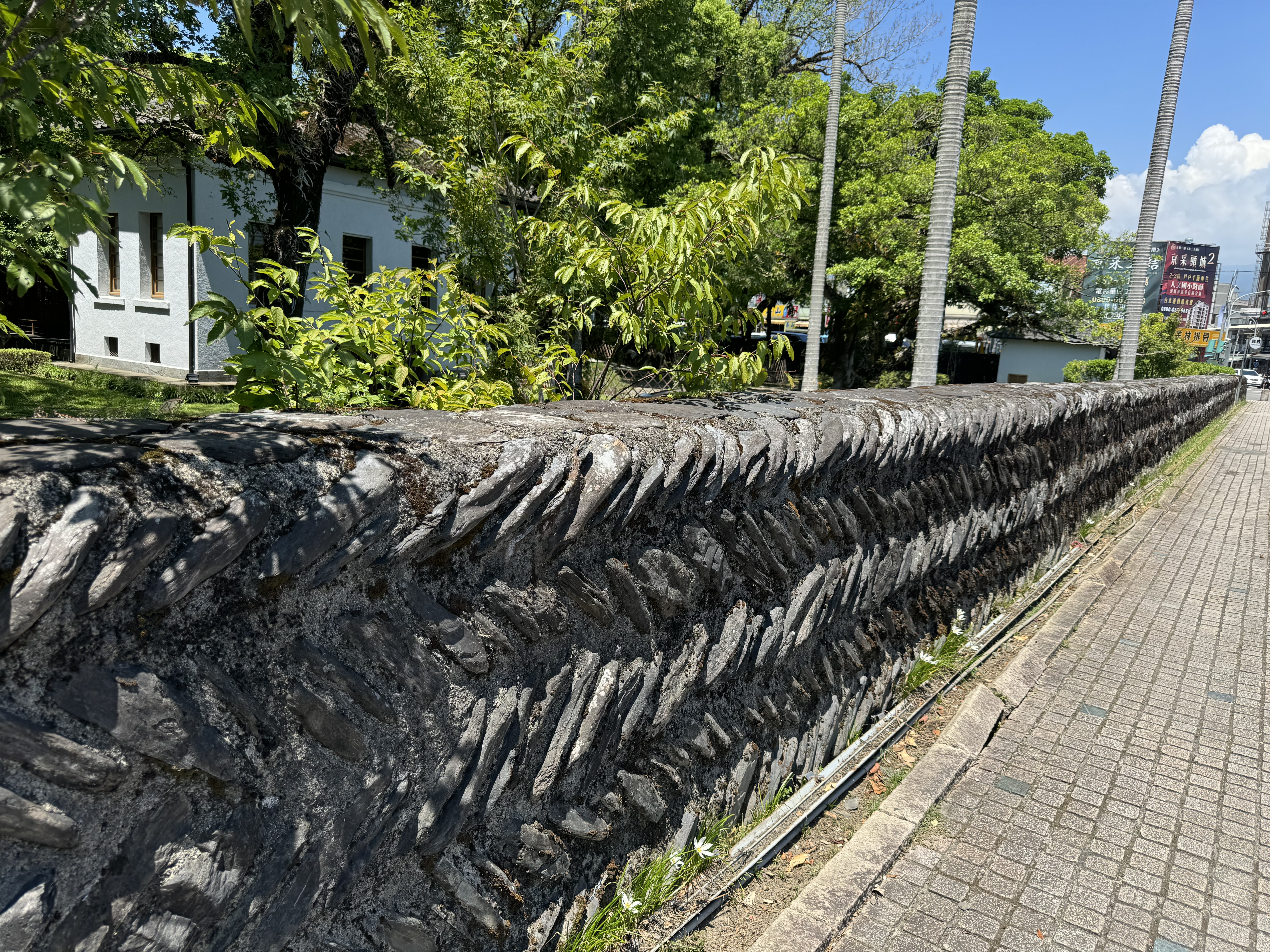
矮牆

從宜蘭酒廠隔街相望，可見一棟圍著外牆坐落在綠樹環繞的白牆灰瓦和木結構建築，在現代樓宇中特別引人注目。斜錯堆疊的矮牆是以蛋白、牡蠣殼粉、糯米粉漿等調和為粘著劑砌石而成。因舊城南路有東西向長約70公尺的石頭矮牆，該地區故又稱「石頭城」。牆上數種不同的蘚苔、地衣、到高等植物的馬櫻丹。

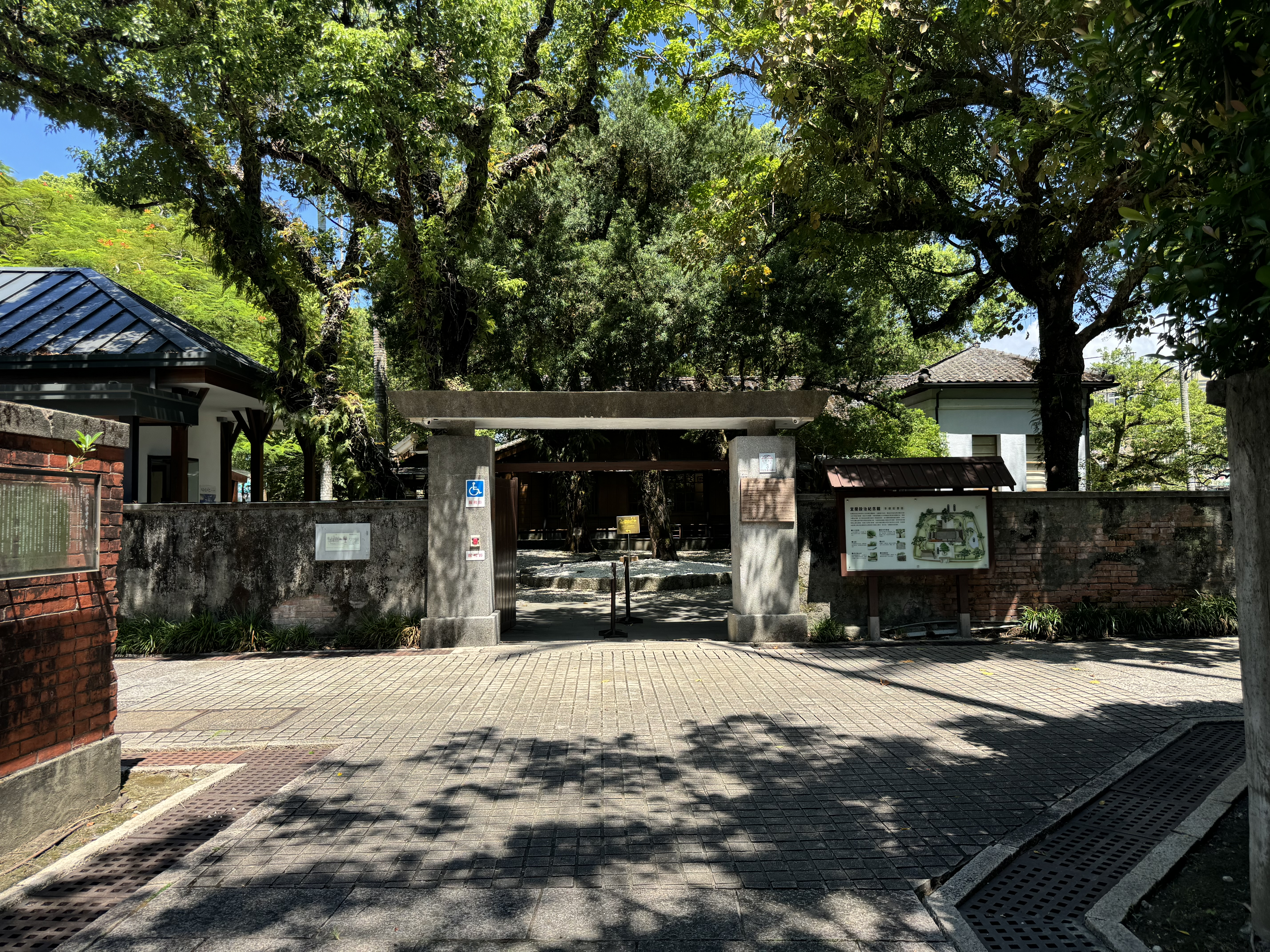
入口

據縣府對省政府提出的資料，宜蘭設治紀念館整體面積為0.25公頃。從入口處進來，有一棵盤根錯節的樟樹，其地面底下以強化透明玻璃覆蓋以讓遊客觀察樹根。庭園種植典型的熱帶、亞熱帶雨林植被形態來表現神秘、浪漫氣氛，又以樹下的白色大理碎石緩和植物造成的陰森感，及挺直的亞歷山大椰子拉高視覺空間。

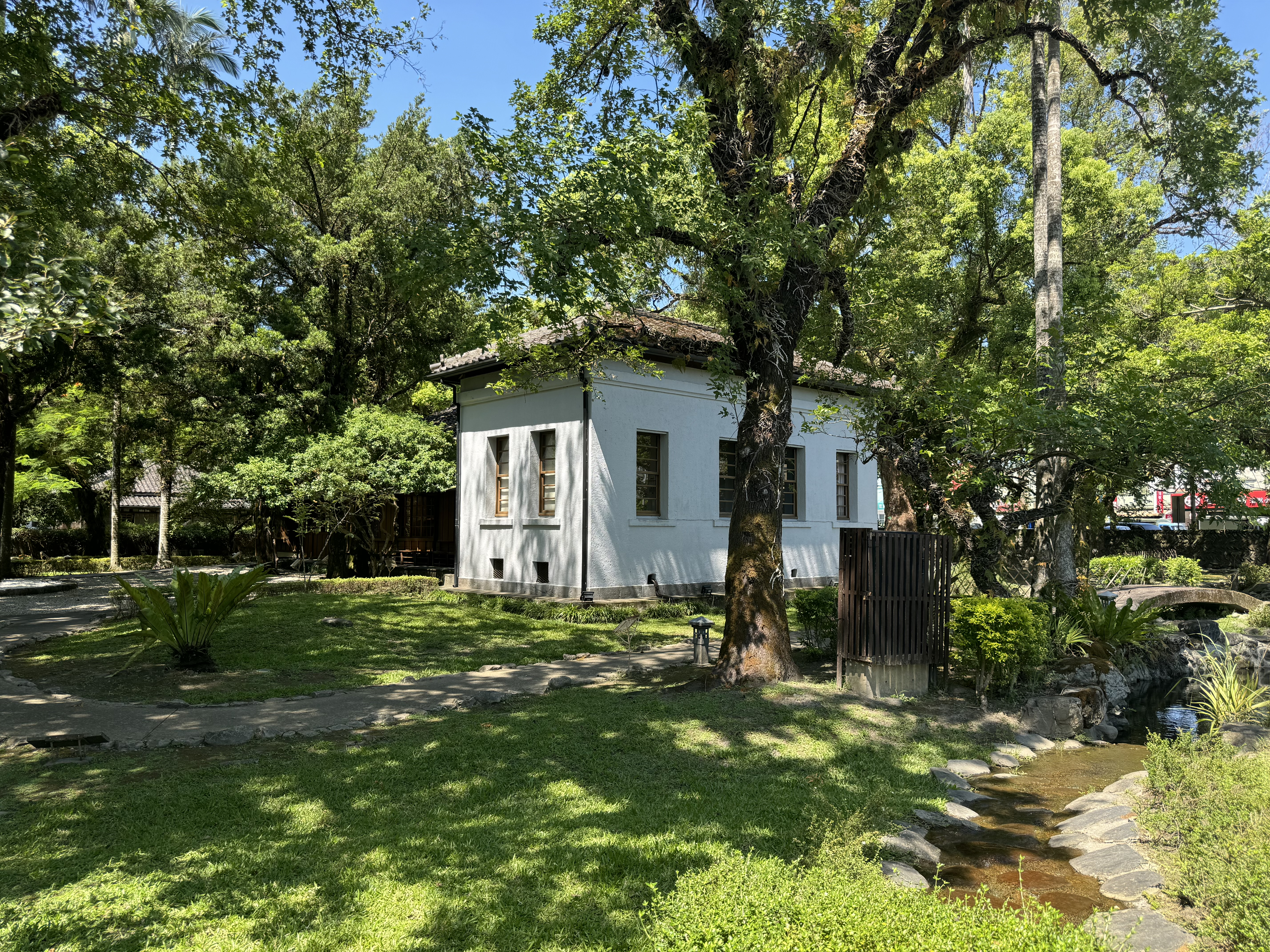
官舍左側與環園步道

宜蘭廳的官署建築群是於1904年起造，1906年完成。其中的宜蘭廳長官舍是首任宜蘭廳長西鄉菊次郎時，從東京請來木匠及庭園設計師規劃的。曾擔任宜蘭郡郡守的楊基銓，回憶入住時感覺此庭院相當大、且環境不錯，常找郡役所部屬來此聚會。

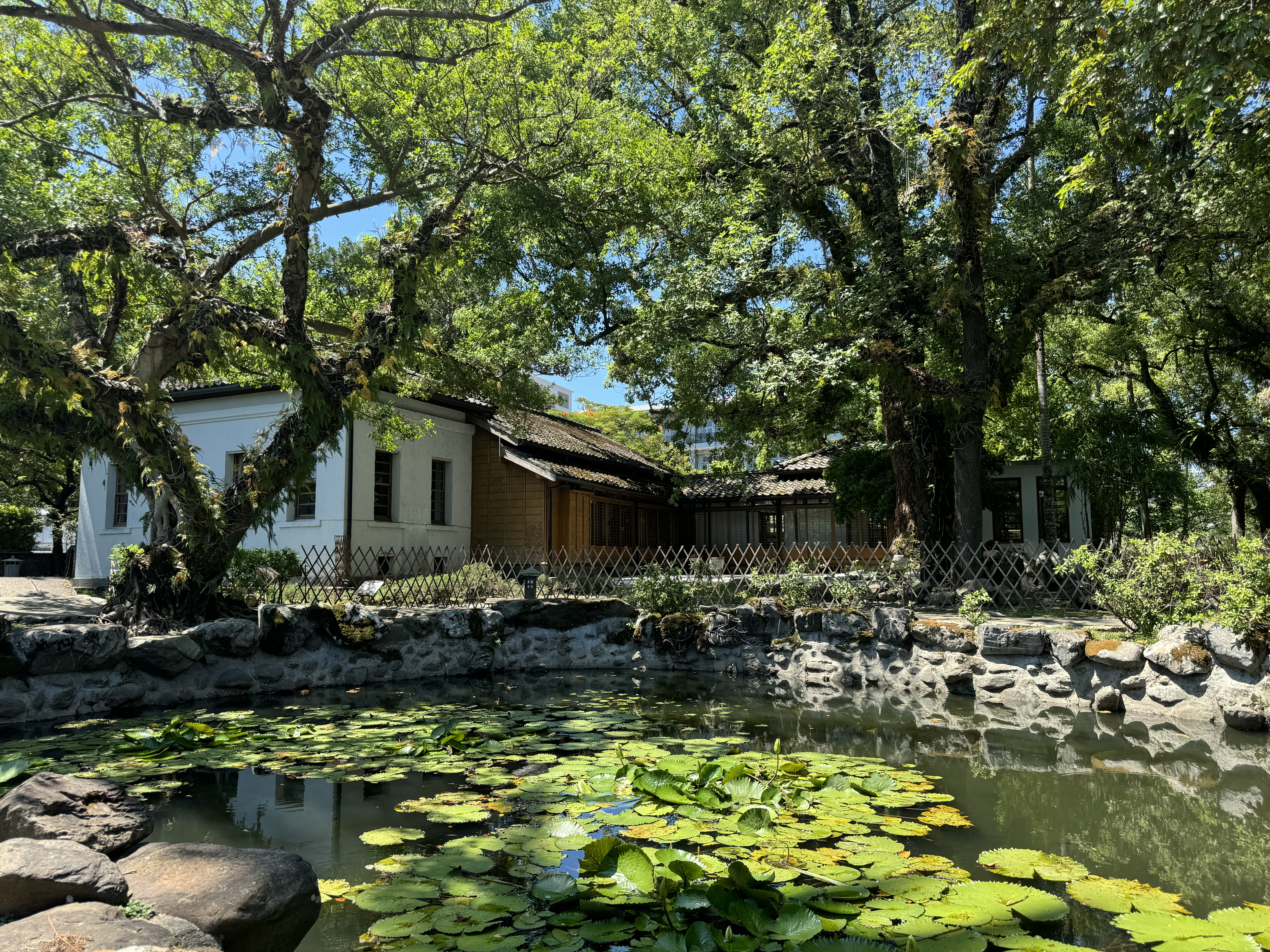
水池

沿著環園步道可見到日式庭園的特色的枯石流，以一致而且有方向性的岩片排列成水流狀，蜿蜒流過竹林、拱橋，匯入牆邊水池。游錫堃居住時，在水池放養鯉魚、鯽魚、吳郭魚等，並會穿短褲入池捕魚。

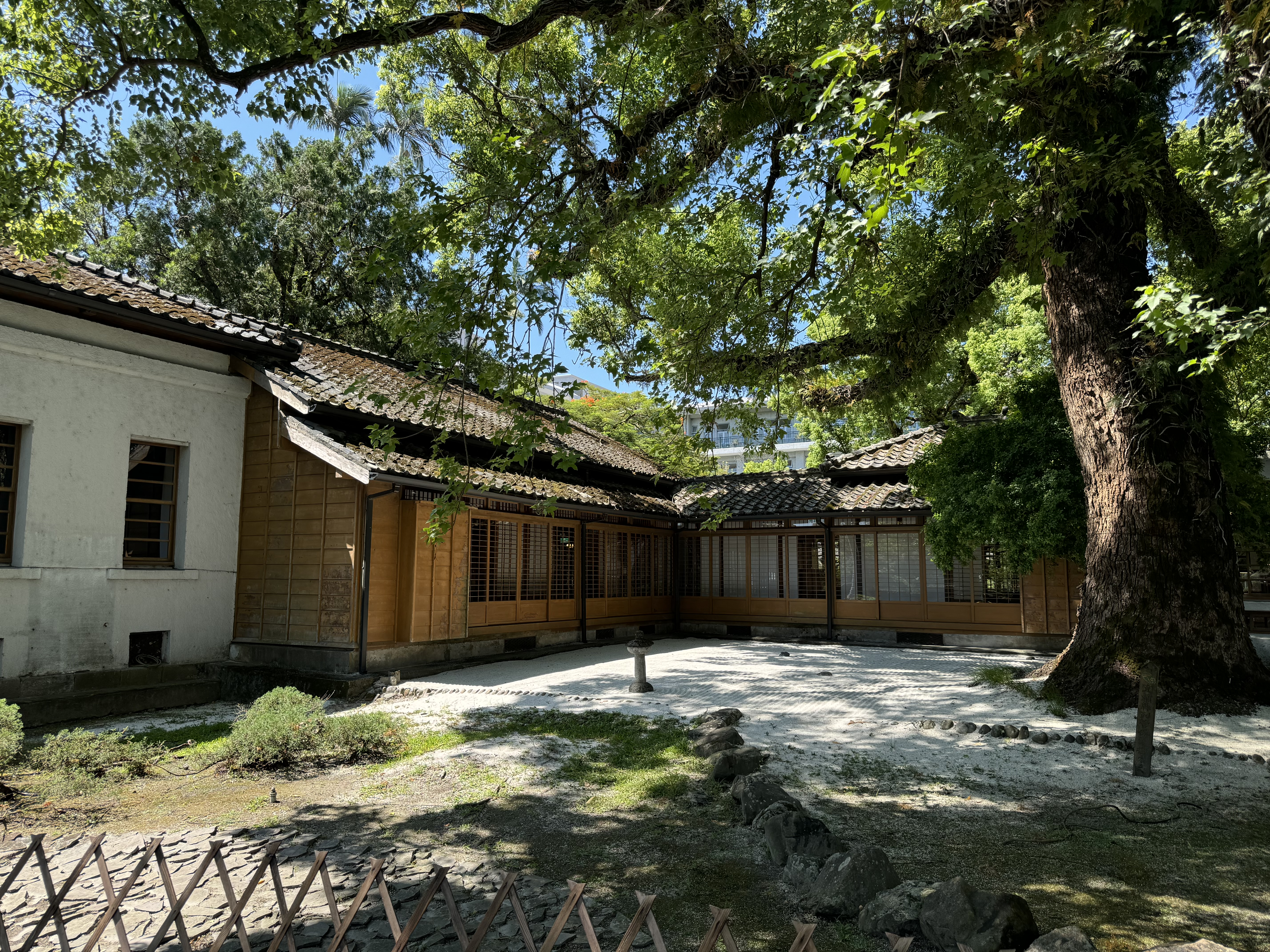
枯山水與老樟樹

塔柏、偃柏、矮仙丹、七里香、金露花、日本女貞、鵝鑾鼻蔓榕等均剪成日式庭園作法。建物後院可透過過竹格窗，看到白沙造景。這為典型的枯山水，為以白砂做滄海、石組為高山峻嶺、區間散布代表島嶼的景石，並以綠草老樹作山巒疊起，以小小天地展現四季變化。宜蘭縣內新婚夫妻拍攝婚紗照的熱門地點一便是此處庭園造景。

## 建築
宜蘭設治紀念館外觀上有特有的雨淋板及日式屋瓦，與附近的宿舍屋頂都採用弧度較大的瓦片。建物面積為243.65平方公尺，可分為3個建築。
左側與主棟曾有圓拱形窗的舊痕，研判左側為最早建造的磚木結構。木構塗有抹防火的石灰，為江戶時代風行的藏造。該棟內以厚實穩重的磚牆構造搭配比例瘦長的窗戶及室內天花板雕花，顯現會客室的氣勢。今作為簡報室、控制室。

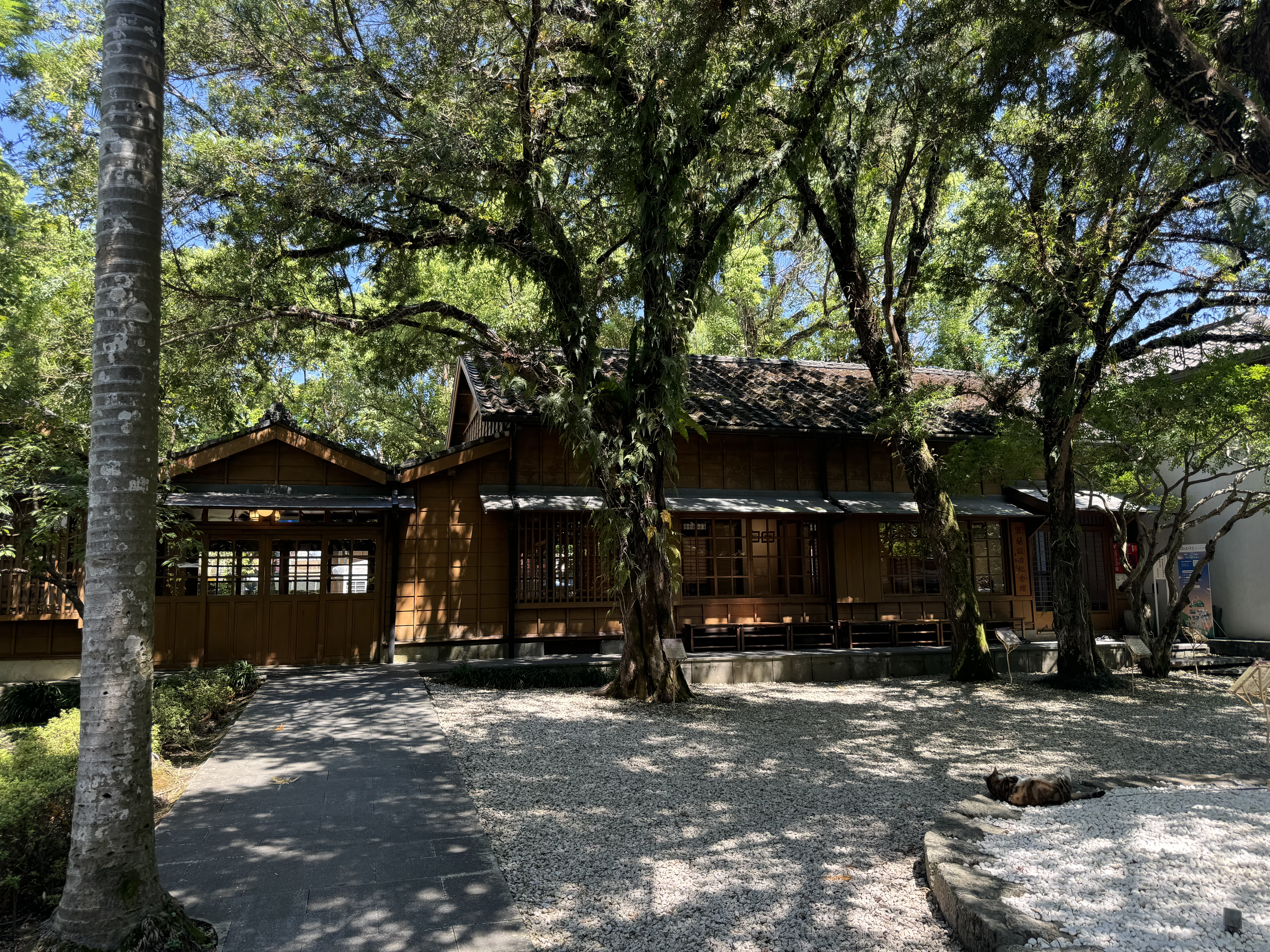
主建物

中間主建物具有日本傳統的土間，有大於玄關的單獨入口，以方便工作。外露的木料多使用檜木，其來源自當時太平山林場。內藏樑柱則多為杉木，其榫接方式為傳統日式建築工法。展區配置分為宜蘭疆域變遷地圖的「宜蘭縣的誕生」、介紹宜蘭行政各任首長的「誰主浮沈」、歷代不同土地管理方式的「皇天后土」、經濟變化的「經世濟民」。陳列物還有仿照昭應宮的翟澣、楊廷理與陳烝這3位先賢的神像。

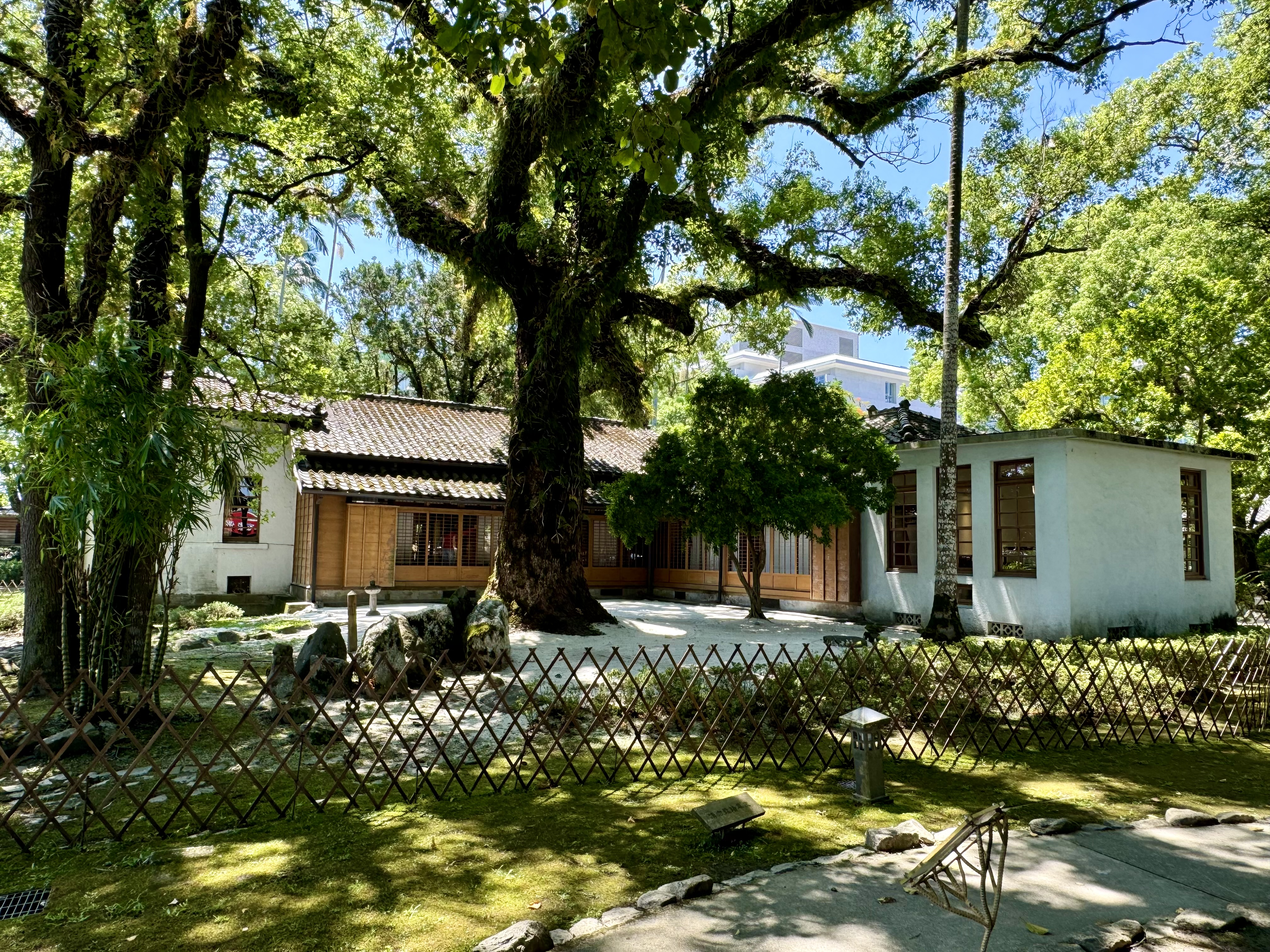
主建物後

後右棟與前棟間的地面有舊有水溝，因此研判後右棟為後來增建。展區配置上作為原狀保留區，同時在天花留有一隅可直窺屋頂內部架構。
宜蘭設治紀念館雖戰後時期作為縣長官邸，但歷任縣長未必都住在該處，例如首屆民選縣長盧讚祥，便仍住在頭城鎮老家。陳定南居住期間，此官邸已每逢下雨就漏水，但他不願以公費來修膳只為自己住的地方。至游錫堃當縣長時，雖他認為此官邸過於陰濕老舊，但因在羅東鎮的自宅離與縣府有段距離，便還是入住。游錫堃入住時，曾有人建議在庭院中挖新的水池以改變風水，但游錫堃未採納。地方曾傳言陳定南、游錫堃任縣長都曾生病住院，是與此官邸風水有關。後來整修時，工程人員在前廳地板下發現一具已死亡數十年的狗屍，但該處地板並無對外出口而感到奇怪。

## 整修
對於為何將宜蘭廳長官舍作為紀念館，據游錫堃對《聯合報》採訪說，本來縣政府計畫拆除改建，但他認為過去近百年間此屋見證了政治演變，無數重要決策在此形成，便以保護庭園內的十多棵老樹、尤其是樹徑達二人合抱的樟樹為由，順道保存官舍。1995年4月6日，游縣長聽取臺灣大學建築與城鄉研究發展基金會提出的古蹟調查報告。縣府對宜蘭市南門地區的「宜蘭設治紀念林園整體規劃設計」案，便計畫整合此官邸、與一旁的舊農校校長宿舍及舊主秘公館。游錫堃為避免此官邸因年久失修損壞過於嚴重，也擔憂其任期屆滿後計畫生變，因此先指示縣府民政局，以紀念館保存名義在1995年下年度編列預算進行整修。7月10日，游錫堃在擴大省政會報中，向省府建議將此官邸作為宜蘭縣設治文物紀念館，以陳列與展示有關文物作為追念先賢對宜蘭的貢獻，更可作為宜蘭文化觀光據點之一。

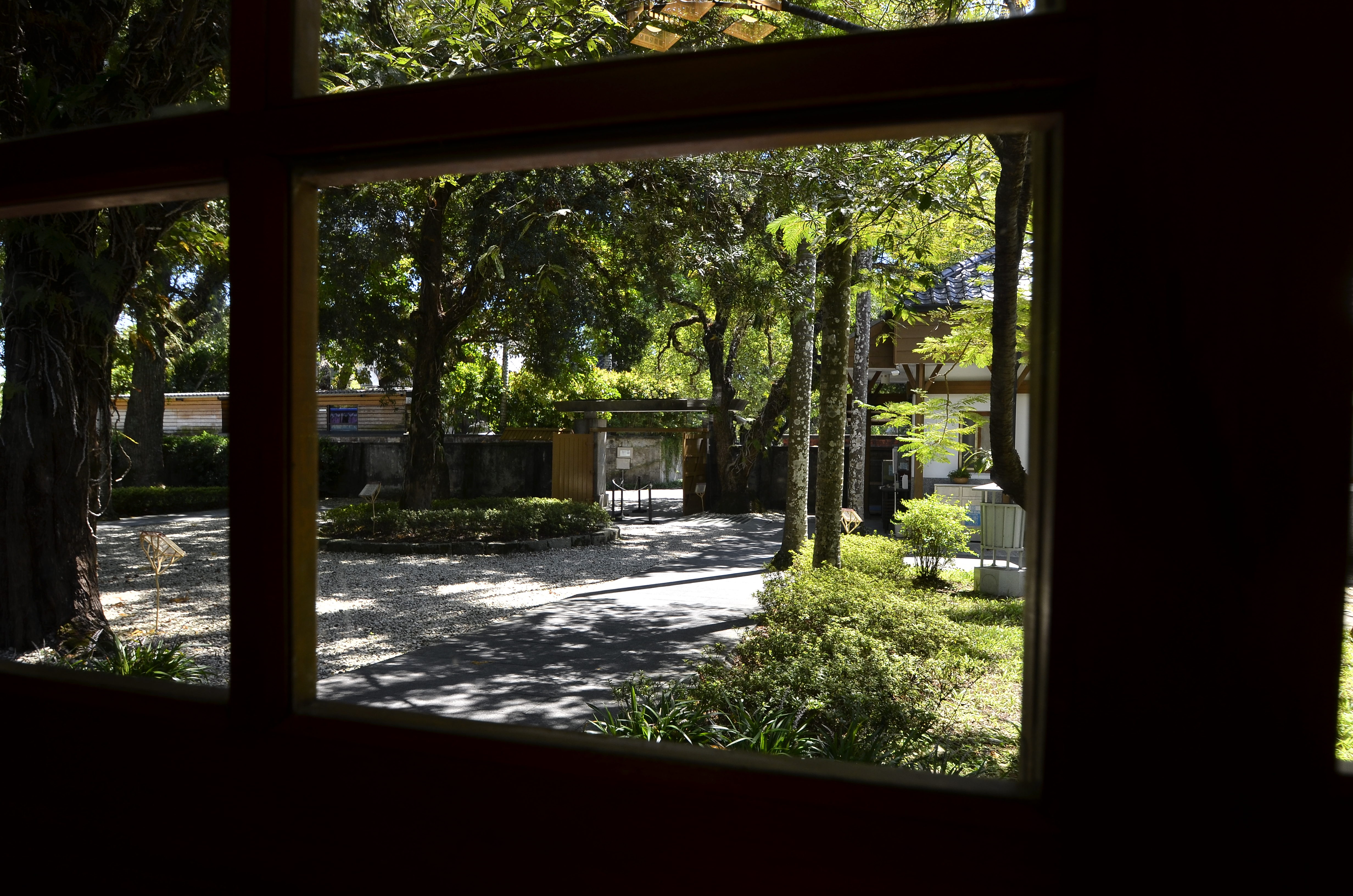
屋內往外

議會核准經費共新台幣1400餘萬元，其中800餘萬元為整建費用，其餘為文物收集與館舍軟體經費。至於新的縣長官邸，則是在2001年才編列預算作興建。1996年7月5日，漢光建築師事務所對游錫堃報告指出，由於歷來使用者對空間需求不同，官邸內部格局幾經修改導致原牆面幾乎均無保存，地板也重舖塑膠地板，屋柱也有數根被鋸斷或移位，且另釘天花板，屋頂也完全變更為台灣式屋瓦屋脊。
在1997年時整修時，縣長官邸內部毀損已十分嚴重，如竹編夾泥牆抽換率達百分之七十，結構體柱樑抽換率也有百分之三十。包括瓦頭、瓦脊及瓦當堪用品僅剩下約6000片，便用家畜疾病防治所的代替剩餘。庭園整修工程方面，拆除部份水泥圍牆，以符合該建築庭院最早的風格。

## 開放
1997年12月13日，由游錫堃以縣長身分主持啟用儀式、前宜蘭郡守楊基銓、即將就任的新科縣長劉守成應邀致詞。1998年參觀人數就有25257人次、團體參觀有251團。該年6月2日，日本商人三谷健之助發現內部疊蓆使用十疊、澡桶與廁所同在一室、枯山水位置，都不合日本傳統，因此赴縣史館提出建言。
1999年10月29日，縣政府邀宜蘭設治紀念館等縣內展覽館的管理者成立「宜蘭縣博物館家族」，以將不同主題及地域關係展開串連成套裝旅遊。年底統計，宜蘭設治紀念館參觀在1999年已漲至39268人次、401團。
隨著參觀遊客日漸增加，縣政為增加收入，於2000年12月5日提送「宜蘭設治紀念館管理維護自治條例」給縣議會法規委員會審議。30日，宜蘭設治紀念館從隸屬宜蘭縣政府民政局，移撥文化局。
2001年1月11日公告實施「宜蘭設治紀念館管理維護自治條例」後，同年4月1日開始收取環境清潔費。5月9日，「宜蘭縣博物館家族」在蘇澳鎮白米社區木屐村正式成立。
2019年，西鄉菊次郎逝世90周年，6月9日，西鄉菊次郎曾孫女諫山尚子在此贈送曾祖父的掛鐘作展示。

## 外部連結
- 官方网站